# Kírovski (Astracán)
Kírovski (ruso: Ки́ровский) es un asentamiento de tipo urbano de Rusia, ubicado en el raión de Kamyziak de la óblast de Astracán.
En 2021, el asentamiento tenía una población de 2035 habitantes.
Se ubica junto a la orilla oriental del río Kamyziak, unos 25 km al sur de la capital distrital Kamyziak.

## Historia
Hasta 1934, aquí había una pequeña localidad denominada "Nikitinskiye Promysly" (Никитинские промыслы). En 1938, la Unión Soviética planificó la construcción de un asentamiento de tipo urbano, que se desarrolló a partir del año siguiente, con  su topónimo haciendo referencia a Serguéi Kírov. Desde su fundación ha basado su economía en fábricas de pescado y de conservas.